# Le Pavé de Paris
Pour plus de détails, voir Fiche technique et Distribution.
Le Pavé de Paris est un film franco-italien réalisé par Henri Decoin et sorti en 1961.

## Fiche technique
- Titre : Le Pavé de Paris
- Réalisation : Henri Decoin
- Scénario : Henri Decoin, Jacques Rémy, André Tabet et Georges Tabet
- Photographie : Pierre Petit
- Musique : Joseph Kosma
- Producteur : Eugène Tucherer
- Pays d'origine :  France |  Italie
- Langue : Français
- Genre : Film dramatique
- Durée : 100 minutes
- Date de sortie : France - 12 avril 1961

## Distribution
- Danièle Gaubert : Arlette
- Jacques Riberolles : Marc
- Jacques Fabbri : le père
- Yvonne Hébert : la mère
- Nadia Gray : Monique
- Robert Berri : l'inspecteur
- Yvonne Claudie : la logeuse
- Robert Dalban : un commissaire
- Micheline Dax : la fille de prison
- Georges Descrières : le chef de cabinet
- Claudio Gora : Agostino
- René Lefevre-Bel : un invité
- Yolande Magny : l'employée des contributions
- Bibi Morat : Alain, petit frère
- Robert Porte : le commissaire Bosquet
- Michel de Ré : Gilbert
- Rita Rubirosa : la femme de Gilbert
- Roger Tréville : le banquier